# Morpho maxima
Morpho maxima är en fjärilsart som beskrevs av Embrik Strand. Morpho maxima ingår i släktet Morpho och familjen praktfjärilar. Inga underarter finns listade i Catalogue of Life.